# Еремина, Наталия
Наталия Еремина (латыш. Natālija Jerjomina; 23 марта 1967, Рига,
Латвия) — латвийская шахматистка, победительница женского чемпионата Латвии по шахматам 1988 года.
В 1980-е годы Наталия Еремина была одной из сильнейших молодых шахматисток Латвии, которая регулярно принимала участие в финалах чемпионата Латвии среди женщин (1983—1990). В 1985 году она заняла 4 место, в 1989 году завоевала бронзу, а в 1988 году стала чемпионкой, опередив таких сильных шахматисток Латвии как Анду Шафранску, Ингуну Эрнесте, Илзи Рубене, Ингриду Приедите, Астру Голдмане, Тамару Вилерте, Вию Рожлапа, Сарму Седлениеце.
Наталия Еремина представляла женскую сборную Латвии на Спартакиаде Народов СССР в 1986 году в Минске на третьей доске. В начале 1990-х годов Наталия Еремина прекратила активные выступления на шахматных турнирах.